# Vidák Zsolt
Vidák Zsolt (Dunaújváros, 1974 –) magyar grafikusművész, illusztrátor, bélyegtervező.

## Életpályája
A Moholy-Nagy Művészeti Egyetemen (régi nevén Magyar Iparművészeti Egyetem) tanult 2002-től grafika szakon. Mesterei: Molnár Gyula, Pálfi György.
2008-ban diplomázott. Diplomamunkájával elnyerte a legjobb diploma díjat, valamint a Békéscsabai Grafikai Biennálé 2008 fődíját.
2009-től a Roham magazinnál dolgozik. Illusztrációkat és képregényeket készít.
2009-ben a Lürzer's Archive Archiválva 2008. augusztus 27-i dátummal a Wayback Machine-ben beválogatta a A világ 200 legjobb illusztrátora  (200 BEST ILLUSTRATORS WORLDWIDE) Archiválva 2010. június 28-i dátummal a Wayback Machine-ben közé.
2005 óta bélyegeket tervez a Magyar Postának.
2024-ben a Budapest böngésző – Streets of Budapest című kötetét a legjobb gyerekkönyvek közé választotta a HUBBY – Magyar Gyerekkönyv Fórum.

## Megjelent művei
- 125 éves a Magyar Iparművészeti Egyetem. Jubileumi bélyeg. (2005)
- FIFA 2006 labdarúgó-VB Németország. Bélyeg (2006)
- Ifjúságért 2008 – Közlekedési eszközök. 4 bélyegből álló kisív. (2008)
- 250 éve született Kazinczy Ferenc. Blokk. A portrét Berta Ágnes tervezte. (2009)
- 150 éve született Bánki Donát. Bélyeg. A portrét Berta Ágnes tervezte.(2009)
- 100 éve született Radnóti Miklós. Bélyeg. A portrét Berta Ágnes tervezte. (2009)
- Illusztrációk a Roham magazinnál.
- Képregények a Roham magazinnál.

## Tagság
- Magyar Alkotóművészek Országos Egyesülete